# Writable Web
Das Writable Web (englisch) bzw. beschreibbare Web ist eine ursprüngliche Vision des World Wide Web von Tim Berners-Lee. Dabei sollte jeder (berechtigte) Benutzer Inhalte veröffentlichen und korrigieren können, so wie jeder (berechtigte) Benutzer diese lesen können sollte: “[…] anyone (authorized) should be able to publish and correct information, and anyone (authorized) should be able to read it”.

## Konzept
Das ursprüngliche Konzept des Writable Web sah zur Benutzung einen kombinierten Browser/Editor vor; die Referenzimplementation des W3C, Amaya, setzt diese Form der bidirektionalen Kommunikation noch heute in Software um. Kommunikationstheoretisch liegen diesem Konzept Ideen eines emanzipatorischen Mediengebrauchs zugrunde, die bereits in den 30er (Brechts Radiotheorie) und 70er Jahren (Enzensbergers Medienbaukasten) formuliert worden, aber nie technisch in größerem Maßstab realisiert worden waren.
Effektiv wurde das World Wide Web jedoch ab Mitte der 90er-Jahre primär als read-only System mit überwiegend unidirektionaler Kommunikation implementiert, d. h. Webseiten konnten nur vom Betreiber geändert werden (vgl. Massenmedium). Bald entstanden jedoch erste interaktive Anwendungen wie web-basierte Annotationssysteme, Foren, Weblogs, Content-Management-Systeme und Wikis sowie Spezialanwendungen wie Hyper-G bzw. Hyperwave, die eine Änderung von Inhalten innerhalb des Mediums selbst und damit einen gewissen Grad an Interaktivität erlaubten.
Das „Jeder-kann-alles-bearbeiten“-Konzept von Wikis kommt der ursprünglichen Vision von Berners-Lee bereits recht nahe. Allerdings wird dabei anstelle eines vollwertigen WYSIWYG-Browser/Editor-Clients meistens nur eine einfache Browser-basierte Bearbeitungsoberfläche verwendet.